# Stuart Pearson
James Stuart Pearson (* 21. Juni 1949 in Hull, Yorkshire) ist ein ehemaliger englischer Fußballnationalspieler.
Pearson begann seine Karriere bei Hull City, für die er bis 1974 129 Spiele bestritt, in denen ihm 44 Tore gelangen. Dann wechselte er für 200.000 Pfund zu Manchester United, die aus der ersten Liga abgestiegen waren. Mit 17 Toren in seiner ersten Saison belebte er den vormals torschwachen Sturm und war ein Garant für den sofortigen Wiederaufstieg. Pearson, der vor allem für seinen eleganten Umgang mit dem Ball bekannt war, bildete mit dem Mannschaftskameraden Jimmy Greenhoff ein grandioses Sturmduo, das von der gegnerischen Abwehr immer schwer zu beherrschen war. 1977 gelang dann der erste Titel in seiner Karriere, als man im Finale der FA Cup mit 2:1 gegen den FC Liverpool gewinnen konnte. Zwischen 1976 und 1978 lief er 15 Mal für die Nationalmannschaft auf und schoss dabei 5 Tore.
In seinen ersten vier Jahren bei Manchester fehlte Pearson selten. Dann erlitt er jedoch eine Verletzung am Knie und musste nach einer Operation fast die gesamte Saison 1978/79 aussetzen. Deshalb bot Manager Tommy Docherty nur einen Einjahresvertrag an, welchen jedoch Pearson ablehnte und zum Zweitligisten West Ham United wechselte. Dort schaffte er gleich im ersten Jahr den erneuten Sieg im FA Cup, als man FC Arsenal durch ein Tor von Trevor Brooking 1:0 besiegte.
Pearson beendete seine Karriere bei unterklassigen Vereinen und arbeitete ab 1986 als Trainer verschiedener Mannschaften, unter anderem auch bei West Bromwich Albion. Allerdings blieb ihm dabei bisher der Erfolg verwehrt.
Die Anhänger von Manchester United gaben ihm den Spitznamen „Pancho“ Pearson.